# Звенигородсько-Таращанське повстання 1918 року
Звенигородсько-Таращанське повстання — повстання за відновлення Української Центральної Ради проти гетьманського режиму та австро-німецьких окупантів у Звенигородському й Таращанському повітах Київської губернії в червні — серпні 1918 року. За різними оцінками в ньому взяли участь  від 6 до 40 тис. осіб.

## Передумови
Після гетьманського перевороту проти нього відкрито виступила звенигородська повітова влада. Газета «Звенигородська думка» опублікувала антигетьманські розпорядження повітового військового начальника Михайла Павловського та постанови повітового комітету українських соціалістів-революціонерів, що закликали селян до непокори. Коли німці видали наказ про арешт Павловського, той дав розпорядження курінним отаманам «Вільного козацтва» готувати повстання й виступати тоді, коли лідери українського національного руху дадуть гасло, а сам втік до Одеси. Разом із ним зникла комендантська сотня, знищивши свою канцелярію. Тим часом всю зброю зі звенигородського військового складу, за сприяння Юрія Тютюнника, роздали селянам. Тютюнник поїхав у Київ і наказав не починати повстання до його повернення.
На початку червня 1918 року у села Звенигородського повіту повернулися власники маєтків. Їхнє майно було розграбоване місцевими селянами та прийшлими солдатами-дезертирами наприкінці 1917 року. Поміщики намагалися повернути своє колишнє майно силою, а селяни у відповідь чинили опір. За твердженням Олександра Доценка, німці почали в селах повіту масові пограбування й ґвалтування.

## Початок повстання
Повстання почалося 3 червня 1918 року з виступу мешканців села Орли, після чого перекинулося на сусідні населені пункти. 4 червня у селі Ганжалівка селяни розгромили ще один гетьманський загін. 5 червня виступили селяни в Моринцях, Пединівці та Вільшаній. Основу повстанців становили загони «Вільного козацтва», на чолі яких стояли місцеві отамани Степан Туз і Дмитро Квітковський (Цвітковський). Влада прислала в Лисянку дві гетьманські роти та загін кадетів, але повстанці змусили їх зачинитися у місцевому польському костьолі. Вночі німці прорвали облогу й відступили до Звенигородки.

### Взяття Звенигородки
На прохання отаманів повстання очолив Левко Шевченко, родич Тараса Шевченка. 8 червня повстанські загони підійшли до Звенигородки й об'єдналися. В цей час із Києва повернувся Юрій Тютюнник і повідомив, що повстала лише Звенигородщина, а в керівників національного руху в Києві не було жодної позиції з приводу повстання. Шевченко вирішив іти на штурм, в надії, що це підніме селян в інших повітах, і 9 червня повстанці взяли Звенигородку.
Повстанці захопили в полон 80 осіб, а також повітового старосту Івана Машира та його помічника Яхʼю Солтика. Двох останніх розстріляли за присудом «народного суду»  У звʼязку із загибеллю Машіра та Солтика Рада міністрів 19 червня 1918 року постановила виплатити сімʼям загиблих одноразові виплати по 3000 карбованців та встановила пенсії для вдів: Варварі Машир 3000 карбованців на рік, а Зулемі Солтик — 2200 карбованців. Окремо на виховання малолітньої доньки Солтика Рада міністрів додала 800 карбованців на рік. Павло Скоропадський своїм указом затвердив це рішення.

### Таращанський повіт
8 червня 1918 р. виступило 24 сіл Кривецької та Стрижавської волостей і повстання охопило південну частину Таращанського повіту.
По перемозі над гетьманськими відділами під Янишівкою 10 червня близько 4000 повстанців захопили м. Таращу і майже весь Таращанський повіт. На підмогу гетьману німці кинули проти Таращанського і одночасно Звенигородського повстань дві піші й кінну дивізії, які 20 червня зайняли Таращу, але бої проти повстанців тривали до кінця липня.
В Таращанському повіті повстанцями командували військовики Василь Баляс, Федір Гребенко, Мозоль та моряк П.Григоренко; серед командування були більшовики та ліві українські есери (пізніше боротьбисти) очолювані Миколою Шинкарем. Гасла повстанців: повернення революційних прав і вольностей, відновлення діяльності Центральної Ради і скликання Установчих Зборів України.
Серед убитих повстанцями - 20-річний прапорщик Київського старшинського полку Михайло Казимирчук та 30-річний фельдфебель Бори Пахалович

## Рейд до Дніпра
На Київщині загальна чисельність повстанців досягла 40 тисяч, вони мали на озброєнні 12 гармат та 200 кулеметів. І хоча серед них було досить багато солдатів, які повернулись додому з Румунського фронту зі зброєю, тільки менша частина повстанців була організована в боєздатні загони. До кінця липня німці довели чисельність своїх військ до 35 тисяч, озброєних важкою артилерією, з броньовиками та літаками, але їхні втрати за деякими даними становили до 6 тисяч вояк. Це дало змогу відтіснити повстанців з Таращанського та Звенигородського повітів Київської губернії в напрямку Дніпра, залишивши їх без баз і провіанту.
Повстанці вирішили пробиватися по ворожих тилах на Чернігівщину, де в цей час відбувався значний партизанських рух під проводом Кропив'янського, але німці блокували їм шлях на північ. Після жорстоких боїв поблизу сіл Ставище та Стеблів Київського повіту розрізнені колони повстанців прорвалася до Дніпра. Староста Звенигородського повіту писав у донесенні про один із загонів чисельністю близько 4 тисяч бійців:

…намагаються перейти Дніпро. Загін з артилерією, з кулеметами, добрячим обозом, дисципліновані, серед них є офіцери. В селах нікого не чіпають, не грабують…
Йдут на з'єднання з російськими військами…

На жаль, дослідник Ілля Чериковер змалював зовсім іншу картину подій біля Ставища. Він пише, що після бою з німецькими військами повстанці невеликими групами засіли по навколишніх лісах і почали виміщати зло на євреях:

Щоденно привозять до нас одного або двох убитих в околицях євреїв…
Життя в містечку зупинилось… Третього дня знайшли біля села Жидівська Гребля дев'ять єврейських трупів, з них — чотири жінки.

Він приводить також перелік убитих партизанами в Жашкові і посилається на донесення німецького уповноваженого, що з'явився загін Гребенко, лозунги якого — «проти гетьмана» та «повбивати глитаїв». Загоном вбито 10 людей, список додається.
Притиснуті до Дніпра, повстанці мусили вирішити свою долю: або переправитися через річку з тим, щоб прорватися до нейтральної зони, яка відділяла Україну від більшовицької Росії, або ж скласти зброю та розійтись по домівках. Тоді «верховний головнокомандувач усіма військовими силами партизанських загонів України» Гребенко поставив перед ними право вибору: хто хоче — іде на прорив; хто — ні, тим видав по 100 карбованців і дозволив повернутися додому. Обоз він роздав полтавським селянам, а гармати і кулемети, до яких не було набоїв, утопив у річці. 2 серпня 1918 року одна з груп повсталих: близько 2 тисяч піхоти, два ескадрони кінноти, З0 кулеметів, дві гармати і 150 возів з пораненими і майном, — переправилася через Дніпро та дісталася лівого берега мостом поблизу села Кийлів. Через два дні в районі Трипілля інший загін, захопивши пароплав «Ваня», переправився біля Черкас на Лівобережжя. В перевезенні повстанців були задіяні також пароплави «Мукомол», «Стріла» та «Фаня».

## Нейтральна смуга
Повстанські загони повернули на схід до Денисівки та Золотух, переправились через Сулу біля села Горошине й дісталися Оржиці. Біля містечка Савинці вони двома колонами форсували Псел. Німецькі війська відтіснили одну з повстанських колон на південь, переслідували по п'ятах, не даючи змоги відірватися. Колона розсипалась на загони. З 7 по 11 серпня один із загонів під командою Гребенко вчинив опір поблизу сіл Говтва та Манжелія, інші були розгромлені 13 серпня біля Жоржівки і 15 серпня під Романівкою Зіньківського повіту.
Для частини повстанців, які пробилися в північному напрямку, за командира лишився Баляс разом зі своїм помічником Піменом Кабулою. Вони вийшли до Сейму та перетнули українсько-російську лінію розмежувань біля містечка Кореневе (нині — Курська область Росії) приблизно 15 серпня 1918 року. Усього 420 осіб піших та кінних при 6 кулеметах і обозі з 20 підвод вийшли до нейтральної зони.
Згідно з домовленостями між РРФСР і Німеччиною, військові загони, що входили до нейтральної смуги, мусили скласти зброю. Повстанців завантажили разом з кіньми до вагонів, а зброю запломбували окремо. Під охороною червоноармійців ешелон вирушив на станцію Зернове поблизу Середина-Буда. Там українці увійшли до складу повстанської дивізії, що саме формувалась. Баляс став першим командиром Таращанського полку, його заступники — Кабула та Боженко — командирами батальйонів.